# Satoshi Yamaguchi (fotbollsspelare född 1978)
Satoshi Yamaguchi, född 17 april 1978 i Kochi prefektur, Japan, är en japansk fotbollsspelare som sedan 2015 spelar i Kyoto Sanga.